# Bilma
Bilma is een oase in de regio Agadez in Niger. De oase ligt op een oude routes van de transsaharahandel.
Bilma had in 2011 een bevolking van 6481. Op 8 juni 2016 werd in Bilma de hoogste temperatuur ooit gemeten in Niger: 49,0 °C.

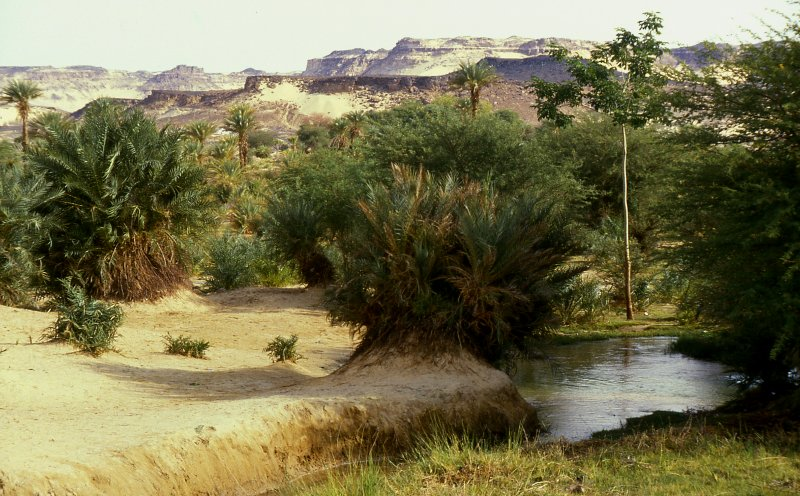
Oase Bilma

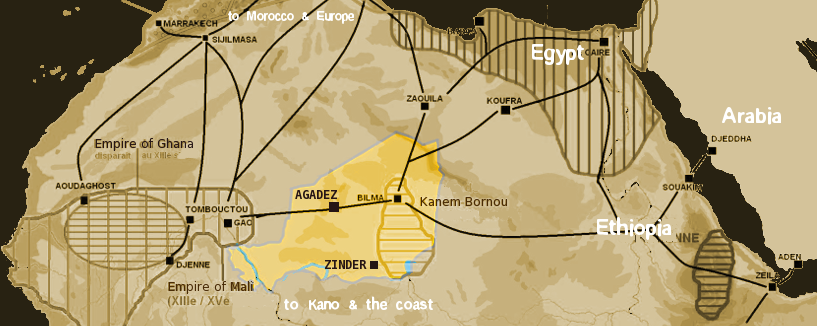
Middeleeuwse handelsroutes door de Sahara, de transsaharahandel.

## Geografie
Bilma ligt in het Kaouar-dal in de Ténéréwoestijn. Buurgemeenten zijn Dirkou in het noorden, N’Gourti in het zuiden en Fachi in het westen. Tot de gemeente behoren de dorpjes Aquer en Zoo Baba.
Het gebied kent een woestijnklimaat, de gemiddelde overdagtemperatuur in de maanden mei t/m september ligt boven de 40 °C. Januari is het minst warm met een gemiddeld maximum van 27 °C. De jaarlijkse neerslag is met 15 mm gering, de meeste regen valt in augustus met gemiddeld 9 mm.

## Geschiedenis

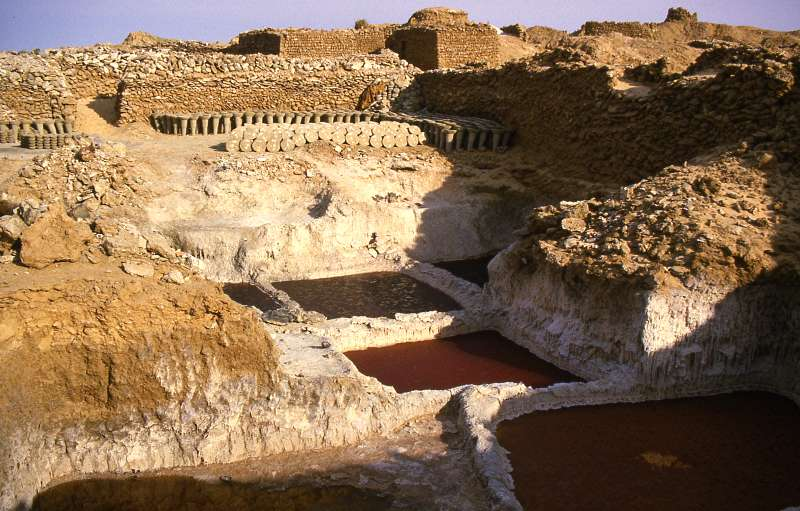
Zoutpannen en blokken veezout (achtergrond) in Kalala bij Bilma

De Duitse Afrika-onderzoeker Gerhard Rohlfs bezocht Bilma in 1866 en schreef over de betekenis van de zoutwinning.
In 1907 werd in het Franse militaire territorium Niger een zone Bilma afgebakend. De hoofdplaats was eerst niet de oase, maar N’Guigmi aan het Tsjaadmeer. Pas in 1911 werd bij een herindeling de oase een aparte zone met Bilma als hoofdplaats.
In augustus 2006 werd Bilma getroffen door overstromingen, veroorzaakt door de overvloedigste regenval sinds het begin van de waarnemingen in 1923. Ongeveer 1200 woningen (vaak van leem gebouwd) werden verwoest en ruim 4000 mensen werden dakloos. De neerslag bedroeg in die maand 71 mm.

## Bevolking
Bilma telde bij de volkstelling van 1988 een aantal van 2421 inwoners; in 2001 waren het er 2300. Bij de volkstelling van 2012 waren er 4409 inwoners. De bevolking bestaat voornamelijk uit leden van de Kanuri en de Tubu. Een andere bron meldt voor 2011 een inwonertal van 6481. De talen die in Bilma worden gesproken zijn het Kanuri, de Tubu-taal en het Libisch-Arabisch.

## Economie en infrastructuur

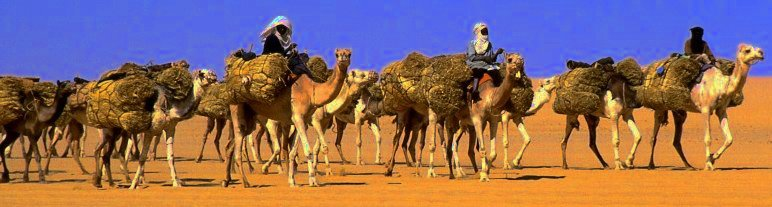
Zoutkaravaan tussen Agadez en Bilma

In de oase worden voornamelijk dadels geteeld, maar vooral is de zoutwinning van belang, die hier al vanaf de 15e eeuw gaande is. De bekkens van Kalala liggen ongeveer 3 km ten noordwesten van de oase. De productie van zout bestemd voor vee (likstenen) bedraagt ongeveer 20.000 ton per jaar, die van keukenzout 12.000 ton. In de nabijheid zijn doorgaans grote aantallen dromedarissen aanwezig die vanuit Bilma het zout afvoeren. De tegenwoordige hoofdroute van de karavanen verloopt in oost-west richting naar Agadez en het Aïr-gebergte.
In Bilma bevinden zich een kazerne en een rechtbank. Ook zijn er een douane- en een politiepost, en een postkantoor. Er is geen hotel, en behalve enkele winkeltjes zijn er geen andere voorzieningen voor toeristen. Het vliegveld van Dirkou ligt 35 km naar het noorden.
Tegenwoordig komt uit meerdere artesische bronnen grondwater naar boven. Zoutwater en zoetwater komen op korte afstanden van elkaar naar boven; deze kunnen door tegenwoordige technieken gescheiden worden gehouden. Door breuken in de aardkorst komt water van grote diepte door artesische druk langs schuinliggende gesteentelagen. Daar waar het door zouthoudende lagen uit het krijt stroomt, komt het als zoutoplossing aan de oppervlakte; hieruit wordt zout geproduceerd. Het zoete water wordt door de dadelpalmen gebruikt die geen aanvullende bevloeiing nodig hebben; voor de bewoners zijn er in het dorp een aantal tapplaatsen.